# Gnophos asymmetra
Gnophos asymmetra är en fjärilsart som beskrevs av Eugen Wehrli 1936. Gnophos asymmetra ingår i släktet Gnophos och familjen mätare. Inga underarter finns listade i Catalogue of Life.